# Бергин
Бергин (калм. Бергн — букв. старшая невестка, жена старшего брата, сноха) — посёлок в Юстинском районе Калмыкии, центр Бергинского сельского муниципального образования.

## География и климат
Посёлок находится в юго-восточной части Юстинского района в пределах Прикаспийской низменности. Посёлок расположен в 32 километрах к юго-востоку от посёлка Харба и в 58 километрах от посёлка Юста и ближайшей асфальтированной автодороги Утта — Цаган Аман.
Климат
По агроклиматическому районированию территория относится к сухому району с пойменными землями в пустынно-полупустынной зоне. Климат резко континентальный — жаркое и сухое лето, малоснежная и холодная зима. Средняя температура января — 7,9°, а абсолютный минимум достигает- (- 40°). Снежный покров небольшой. Зима неустойчивая с оттепелями. Весна наступает в середине марта. Уже в начале мая наступает лето. Средняя t июля +25°, +26°, абсолютный максимум ~(+42°). Часты засухи и суховеи. Осень в начале теплая, солнечная, сухая. В середине октября первые заморозки. Количество осадков — 209 мм в год. Преобладают ветры восточных направлений. Средняя годовая скорость ветра — 4.4 м/сек.•ч. Наблюдаются ветры со скоростью больше 15 м/сек. (5, 18 дней за период вегетации).
| Показатель                    | Янв. | Фев. | Март | Апр. | Май  | Июнь | Июль | Авг. | Сен. | Окт. | Нояб. | Дек. | Год   |
| ----------------------------- | ---- | ---- | ---- | ---- | ---- | ---- | ---- | ---- | ---- | ---- | ----- | ---- | ----- |
| Средний суточный максимум, °C | −2,5 | −1,8 | 4,6  | 16,7 | 24,3 | 28,9 | 31,4 | 30,2 | 23,8 | 14,7 | 6,0   | 0,6  | 14,74 |
| Средняя температура, °C       | −6,2 | −5,8 | 0,2  | 10,7 | 18,0 | 22,6 | 25,1 | 23,6 | 17,4 | 9,3  | 2,4   | −2,5 | 9,6   |
| Средний суточный минимум, °C  | −9,9 | −9,8 | −4,2 | 4,7  | 11,7 | 16,4 | 18,8 | 17,1 | 11,0 | 4,0  | −1,1  | −5,5 | 4,43  |
| Норма осадков, мм             | 16   | 13   | 15   | 17   | 26   | 27   | 23   | 23   | 23   | 18   | 19    | 19   | 239   |
| Источник:                     |      |      |      |      |      |      |      |      |      |      |       |      |       |

## История
История посёлка началась с изысканий Поволжской колонизационно-мелиоративной экспедиции, организованной весной 1924 года в целях поиска мест для перевода кочевого населения на оседлый образ жизни. В 1927 году образовалось село Гурвн Улан Актюбинского аймака Хошеутовского улуса, с 1928 года стало называться Бергин. В том же году образовался Бергинский сельский совет, который объединил 7 хотонов. В октябре 1929 года был образован колхоз им. Джалыкова. В 1936 году колхоз был переименован в колхоз им. Кирова. В 1938 году колхоз стал миллионером, а председатель колхоза, Салбыков Х. С., был награждён орденом Ленина, и колхоз получил трактор «СТЗ».
После незаконной депортации калмыцкого населения посёлок с января 1944 года был передан Енотаевскому району Астраханской области. Приказом № 76 от 14.03.1946 года в посёлке был организован новый каракулеводческий совхоз «Полынный» и образовыван Полыненский сельский Совет. Историческое наименование — «Бергин» было возвращено Постановлением Совета Министров Калмыцкой АССР № 98.09 лишь 18.10.1990 года

## Население
| 2002 | 2010 |
| ---- | ---- |
| 746  | ↗748 |

Этнический состав в 2002
| Национальность | Численность | Процент |
| -------------- | ----------- | ------- |
| Калмыки        | 384         | 52,97%  |
| Казахи         | 280         | 38,62%  |
| Даргинцы       | 37          | 5,1%    |
| Русские        | 21          | 2,9%    |
| Украинцы       | 6           | 0,83%   |
| Узбеки         | 3           | 0,41%   |
| Всего          | 725         | 100%    |

Этнический состав в 2010
| Национальность | Численность (2010) | Процент |
| -------------- | ------------------ | ------- |
| Калмыки        | 378                | 50,7%   |
| Казахи         | 277                | 37,1%   |
| Даргинцы       | 43                 | 5,8%    |
| Русские        | 38                 | 5,1%    |
| Молдаване      | 6                  | 0,8%    |
| Корейцы        | 4                  | 0,5%    |
| Всего          | 746                | 100%    |

## Экономика
Крупнейшим предприятием является СПК «Полынный» (правопреемник одноимённого совхоза). Здесь содержится крупнейшее в Калмыкии поголовье верблюдов-бактрианов — 424 по состоянию на 2010 год.

## Экологическая ситуация
В 60-х годах XX века в совхозе «Полынный» велось богарное земледелие. Здесь высаживались кукуруза, бахчевые культуры, распахивались целинные песчаные почвы. Однако это с учётом климатических особенностей территории приводило к уничтожению естественного растительного покрова, что привело к разрушению почв и образованию песчаных массивов. Ведение животноводства в условиях командной экономики, предполагающей ежегодное увеличение численности поголовья скота, особенно овец, привело к перегрузке пастбищ. Перевыпас в совокупности с засушливостью региона привел к деградации пастбищ. Произошло угнетение ценных кормовых видов растений, появление песчаных участков. В настоящее время в районе населённых пунктов Бергин — Смушковое наблюдается рост площадей подвижных песков и современных очагов дефляции мелкобарханных песков.